# アトラスグンディ
アトラスグンディ（Ctenodactylus gundi）は、齧歯目ヤマアラシ亜目グンディ科の哺乳類。グンディ科では最も大型の種で、体長は20cmほど。

## 分布
リビアやアルジェリア、モロッコ、チュニジアと言った北アフリカの国々に生息する。

## その他
1908年に、アトラスグンディからトキソプラズマが初めて発見された。